# أسامة المرواني
أسامة المرواني لاعب كرة قدم سعودي يلعب في نادي البكيرية كلاعب وسط.

## مسيرة اللاعب
لعب في الفئات السنية في نادي البكيرية واحترف في نادي جادران بوريتش الكرواتي في عام 2022 وعاد إلى نادي البكيرية في عام 2023.